# سيد أفيري
سيد أفيري (بالإنجليزية: Sid Avery)‏ هو مصور أمريكي، ولد في 12 أكتوبر 1918 في آكرون في الولايات المتحدة، وتوفي في 1 يوليو 2002 في لوس أنجلوس في الولايات المتحدة.